# La vaca cega (escultura)
La vaca cega és una escultura de Camil Fàbregas situada avui al pati elevat a l'interior de la Casa Duran de Sabadell. Data del 1980, fa 2,6 x 2,5 x 0,2 m i és de pedra artificial.
Dos blocs de pedra formant un conjunt amb una imatge monumental d'una vaca de perfil en alt relleu. Al marge inferior esquerre s'hi esculpí el nom de Manolo Hugué i al marge inferior dret del basament s'hi conserven les sigles de Camil Fàbregas i la data de creació de l'escultura. Camil Fàbregas prengué, com a model per a la seva escultura, les característiques vaques en miniatura de Manolo Hugué, amic de l'escultor sabadellenc.
L'obra va ser tallada directament al lloc del seu emplaçament, a un mur extern de la Casa Duran, a la placeta del Pedregar. Després d'uns anys als magatzems municipals, l'any 2006 es va situar al pati del primer pis de la Casa Duran.